# 諏訪郡
諏訪郡（日语：／ Suwa gun */?）是長野縣的一郡。過去的轄區還包括現在的岡谷市、諏訪市、茅野市。
現管轄有以下2町1村。
- 下諏訪町
- 富士見町
- 原村